# Matenge
Matenge est une ville du Botswana.